# 李諒 (唐虔王)
李 諒（り りょう、生没年不詳）は、唐の皇族。虔王。

## 経歴
徳宗の四男として生まれた。大暦14年（779年）、虔王に封じられた。開府儀同三司の位を受けた。貞元2年（786年）、蔡州節度大使・申光蔡観察等使となり、大将の呉少誠が留後をつとめた。貞元10年（794年）、李諒は朔方霊塩節度大使・霊州大都督となり、朔方行軍司馬の李欒が霊州左司馬・知府事・朔方留後をつとめた。貞元11年（795年）9月、横海軍の大将の程懐信が横海軍節度使の程懐直を追放した。10月、李諒は横海軍節度大使・滄景観察等使となり、都知兵馬使の程懐信が留後をつとめ、李諒は宮中から出なかった。貞元16年（800年）、徐泗濠節度使の張建封が死去し、徐州で軍乱が起こると、李諒は徐州節度大使・徐泗濠観察処置等使となり、張建封の子の張愔が留後をつとめ、やはり李諒は宮中から出なかった。

## 伝記資料
- 『旧唐書』巻150 列伝第100
- 『新唐書』巻82 列伝第7